# محمد مقیسه
محمد مُقیسه‌ (۱۳۳۵ – ۲۹ دی ۱۴۰۳) با نام مستعار ناصریان، روحانی و قاضی ایرانی بود. او رئیس شعبه و دادرس دیوان عالی کشور بود مقیسه حامی سرکوب و کشتار زندانیان سیاسی از جمله از عوامل امنیتی و قضایی پیگیر اعدام زندانیان دهه ۱۳۶۰ و به خصوص تابستان ۱۳۶۷ بود. وی همچنین مسئولیت محاکمه بسیاری از زندانیان سیاسی که پس از انتخابات ریاست‌جمهوری ایران (۱۳۸۸) دستگیر شده بودند را بر عهده داشت. وی به اتهام نقض حقوق بشر، از طرف اتحادیه اروپا و ایالات متحده آمریکا تحریم و ممنوع الورود به این کشورها شده بود.
وی در ۲۹ دی ۱۴۰۳ در پی تیراندازی در کاخ دادگستری تهران کشته شد. ضارب پیش از دستگیری، اقدام به خودکشی کرد.

## زندگی و سابقه
محمد مقیسه در سال ۱۳۳۵ در سبزوار به دنیا آمد. مقیسه از سال ۱۳۶۰ و با نام مستعار ناصریان در دادسرای انقلاب اسلامی شروع به کار کرد. او ابتدا دادیار شعبه بود و در سال ۶۴ ناظر زندان قزل‌حصار شد. بعد از بسته شدن زندان قزل‌حصار، مقیسه دادیار و ناظر زندان رجایی‌شهر (گوهردشت) شد. ایرج مصداقی معتقد است که او یکی از تصمیم گیرندگان در مورد اعدام دسته‌جمعی زندانیان سیاسی ایران در تابستان ۱۳۶۷ بوده است. مقیسه که سابقهٔ حضور در مناطق عملیاتی طی جنگ ایران و عراق را دارد، ۳۳ سال در دادگاه انقلاب حضور داشته و یکی از قضات با سابقه این دادگاه به حساب می‌آید. پروندهٔ رهبران بهائی، معترضان جنبش سبز و اعضای جبههٔ ملی، از جمله پرونده‌هایی هستند که مقیسه مسئول رسیدگی به آن بوده است.
در پروندهٔ سران بهائی و «محفل ملی بهائیان ایران» معروف به «گروه یاران» بر اساس گزارش‌های منتشر شده، شش تن از رهبران بهائی ایران به اتهام «جاسوسی برای اسرائیل»، «توهین به مقدسات» و «تبلیغ علیه نظام» در اردیبهشت ۱۳۸۷ دستگیر شدند.

## موارد نقض حقوق بشر
به این نتیجه رسیدیم که بالآخره بعد [از] سه روز مقاومت، ما را می‌کشند؛ پس، بهتر است [که] صبح، بگوییم ما مسلمان نیستیم تا هر چه زودتر خلاص شویم. صبح که ناصریان (محمد مقیسه) آمد، گفتیم ما مسلمان نیستیم. گفت غلط کردید که نیستید؛ اول [به دلیل نماز نخواندن] حسابی [شلاق] بخورید، بعد بمیرید

—خاطرهٔ یکی از بازماندگان قتل‌عام ۱۳۶۷ دربارهٔ شکنجه به دست مقیسه
بر اساس بیانیه اتحادیه اروپا، محمد مقیسه به عنوان رئیس شعبه ۲۸ دادگاه انقلاب تهران، از مسئولان رسیدگی به پرونده‌های معترضان به نتایج انتخابات سال ۱۳۸۸ بوده و در دادگاه‌های ناعادلانه، احکام حبس بلندمدت و مجازات اعدام برای فعالان اجتماعی، سیاسی و روزنامه‌نگاران صادر کرده است.
طبق بیانیه وزارت خزانه داری ایالات متحده آمریکا، محمد مقیسه به عنوان قاضی شعبه ۲۸ دادگاه انقلاب اسلامی تهران در صدور احکام بی‌شمار ناعادلانه مسئول است؛ از جمله صدور احکام زندان‌های بلند مدت برای بسیاری از روزنامه‌نگاران، کاربران اینترنت و چندین هنرمند شامل فیلم‌ساز و شاعر. محاکمه چندین شهروندان بهائی بر اساس اتهاماتی چون «تبلیغ علیه نظام» و «اجتماع و تبانی علیه امنیت» از دیگر دلایلی است که برای تحریم مقیسه در این بیانیه به آن اشاره شده است.

## تحریم
اتحادیه اروپا طی تصمیم مورخ ۲۳ فروردین ۱۳۹۰ (۱۲ آوریل ۲۰۱۱)، ۳۲ مقام ایرانی از جمله محمد مقیسه را به دلیل نقشی که در نقض حقوق شهروندان ایرانی داشته‌اند، از ورود به کشورهای این اتحادیه محروم کرد. کلیه دارایی‌های این مقامات نیز در اروپا توقیف خواهد شد.
در ۲۸ آذر ۱۳۹۸ وزارت خزانه‌داری ایالات متحده آمریکا نام محمد مقیسه را به اتهام دست داشتن در مجازات مردم ایران و شهروندان دو تابعیتی در فهرست تحریم‌های خود قرار داد. بر این اساس، علاوه بر ضبط تمام دارایی‌های مقیسه، همهٔ بانک‌های خارجی که در نقل و انتقالات مالی مهم به او کمک کرده‌اند یا افرادی که از او حمایت‌های خاص می‌کنند از دسترسی به نظام مالی آمریکا محروم خواهند شد و اموال آن‌ها ضبط می‌شود.
در ۲۹ خرداد ۱۴۰۲ وزارت خارجه کانادا اعلام کرد نام محمد مقیسه را به اتهام «نقض فاحش و سیستماتیک حقوق و آزادی‌های بنیادین مردم ایران» در فهرست تحریم‌های خود قرار داده است. بر این اساس هر نوع معامله مالی احتمالی با این فرد ممنوع شده و خاطیان ممکن است در کانادا یا دادگاه‌های دیگر دنیا هدف تعقیب قضایی قرار گرفته و محاکمه شوند.

## احکام صادره
پروندهٔ ابوالفضل قدیانی و مصطفی تاجزاده مربوط به جنبش سبز، در شعبهٔ ۲۸ دادگاه انقلاب به ریاست مقیسه رسیدگی شده است. ابوالفضل قدیانی از اعضای سازمان مجاهدین انقلاب که به دلیل اقداماتش در سال ۸۸ به چهار سال زندان محکوم شده بود، مجدداً در سال ۹۱ و به دلیل فعالیت تبلیغی علیه نظام از سوی شعبه ۲۸ دادگاه انقلاب به ریاست مقیسه به تحمل یک‌سال حبس محکوم شد که شعبه ۵۴ دادگاه تجدیدنظر به ریاست قاضی بابایی این حکم را به ۲ سال حبس و ۴۰ ضربه شلاق تغییر داد. پروندهٔ مصطفی تاج زاده هم که در سال ۸۸ به اتهام اجتماع و تبانی به قصد برهم زدن امنیت ملی و فعالیت تبلیغی علیه نظام از سوی شعبه ۱۵ دادگاه انقلاب به ریاست ابوالقاسم صلواتی به ۶ سال حبس محکوم شده بود به دلیل اقداماتش در حین سپری کردن دوران محکومیت، بار دیگر به شعبهٔ ۲۸ دادگاه انقلاب به ریاست مقیسه ارسال شد.
وی کسانی از جمله، بهاره هدایت، سخنگوی دفتر تحکیم وحدت را به ۹ سال و میلاد اسدی دیگر عضو این تشکل دانشجویی را به ۷ سال زندان محکوم کرد. کیوان کریمی فیلمساز مستقل ایرانی را به جرم ساخت فیلمی دربارهٔ گرافیتی‌ها و نقاشی‌های دیواری تهران به ۶ سال زندان و ۲۲۳ ضربه شلاق محکوم کرد. سید مهدی موسوی و فاطمه اختصاری را به جرم سرودن اشعار سیاسی-اجتماعی و همچنین همکاری با خوانندگان خارج از کشور، به ترتیب به ۹ و ۱۱ سال و نیم زندان و ۹۹ ضربه شلاق محکوم کرد. وحید اصغری فعال حقوق بشری که شش سال در بازداشت موقت بود نیز پس از نقض شدن دو حکم اعدامی که توسط ابوالقاسم صلواتی برای وی صادر شده بود، در ۱۶ آذر ۱۳۹۳ توسط مقیسه به ۱۸ سال زندان محکوم شد.
میلاد درویش (ژورنالیست، مستندساز، فعال مدنی، عضو پیشین کانون صنفی معلمان ایران و زندانی سیاسی سابق) در حالی که پس از تحمل سه سال حبس در زندان اوین در دوره مرخصی استعلاجی پس از اعتصاب غذا، از ایران گریخت با شکایت وزارت اطلاعات جمهوری اسلامی ایران توسط قاضی محمد مقیسه در دادگاه انقلاب اسلامی به‌طور غیابی به عنوان مهدورالدم محکوم شد. میلاد درویش از کلیمیان ایران در آلمان پناهنده شده است.
سپیده درویشی (نویسنده و پژوهشگر) را در آذر ۱۳۹۱ به جرم اقدام علیه امنیت ملی و تبلیغ علیه نظام به سه سال زندان محکوم و ممنوع فعالیت کرد.
از دیگر اقدامات مقیسه، صدور حکم اعدام برای حامد روحی‌نژاد به اتهام عضویت در انجمن پادشاهی ایران است. گرچه این حکم در دادگاه تجدید نظر به ۱۰ سال حبس تقلیل یافت. مقیسه همچنین سعید ملک پور را به اعدام محکوم کرد که سپس این حکم به حبس ابد تقلیل یافت.
در پروندهٔ هوتن دولتی از فعالان جامعه مدنی و سنی مذهب عضو شورای مرکزی جبهه ملی ایران، مقیسه، او را به سه سال حبس تعزیری و دو سال حبس تعلیقی و ممنوعیت فعالیت در فضای مجازی و احزاب و گروه‌ها به مدت ۵سال محکوم کرد؛ که در دادگاه تجدید نظر به ۱۸ ماه حبس تعزیری و ۱۸ ماه حبس تغلیقی به مدت ۵سال کاهش یافت.
محمد مقیسه در ۲۹ آذر ماه ۱۳۹۳ در دادگاه مسعود سید طالبی که برای رفع نقص پرونده تشکیل شده بود، توهین به مقدسات را به اتهامات او افزود و پنج سال دیگر به حکم این جوان ۲۱ ساله اضافه کرد. محمد مقیسه در دادگاه اولیه، طالبی را از اتهام توهین به مقدسات «تبرئه» کرده بود. به گزارش وب‌سایت کمپین بین‌المللی حقوق بشر در ایران، طالبی به دلیل نوشته‌ها و عکس‌های منتشر شده در صفحه فیس‌بوکی که آن را اداره می‌کرده، به اتهامات تبلیغ علیه نظام، توهین به رهبری، اجتماع و تبانی علیه امنیت ملی کشور، توهین به مقامات کشوری و توهین به مقدسات و انتشار تصاویر نامناسب متهم شده است. بر پایه این گزارش، محمد مقیسه در دادگاه بدوی او را از اتهام توهین به مقدسات «تبرئه» و برای دیگر اتهامات، حکم ۱۵ سال حبس صادر کرده بود.
از دیگر حکم‌های صادره از شعبهٔ وی می‌توان به حکم مهدی رجبیان آهنگساز و نوازندهٔ سه‌تار، یوسف عمادی آهنگ‌ساز و نوازنده سه‌تار و حسین رجبیان فیلم‌ساز مستقل و عکاس اشاره کرد که در آذر ۱۳۹۴ به اتهام توهین به مقدّسات و تبلیغ علیه نظام جمعاً به ۱۸ سال حبس محکوم شدند. بازداشت این افراد با واکنش بیش از چهارصد خبرنگار و هنرمند سینما و موسیقی مواجه شد که از وزیر ارشاد وقت خواستار آزادی بی قید و شرط آنها شده بودند. احمد شهید گزارشگر ویژهٔ امور حقوق بشر ایران هم در گزارش سالانه‌اش به بازداشت این ۳ نفر اشاره کرد.
پس از صدور حکم ۱۱٫۵ و ۹ سال زندان و ۹۹ ضربه شلاق برای فاطمه اختصاری و سید مهدی موسوی توسط مقیسه، این دو به همراه وکیلشان امیر رییسیان در مصاحبه با خبرگزاری‌های مختلف با انتشار اسنادی گفتند که تاریخ حکم صادره قبل از برگزاری دادگاه و دفاع متهمان بوده است و در طی جلسات دادگاه هم مقیسه از روی کاغذ حکم، آنها را تفهیم اتهام کرده است. همچنین آنها به استفاده از الفاظ رکیک و فحاشی مقیسه در جلسات دادگاه معترض بودند.
مقیسه همچنین در سال ۱۳۹۷ احکام حبس متعددی را برای جمعی از فعالان حامی احمدی‌نژاد صادر کرد که بارزترین آنان حکم سه سال حبس، برای محمدحسین حیدری، مدیر مسئول وب سایت خبری دولت بهار بود. محمد مقیسه در تاریخ ۱۳۹۹/۱۱/۱۰ اعلام کردکه به پروندهٔ فساد و زندگی شخصی چند قاضی بلند رتبهٔ دادگاه انقلاب ورود کرده است و به زودی جزئیات آن رسانه ای خواهد شد.

## انتقال به دیوان عالی کشور
روز ۲۱ آبان ۱۳۹۹، برخی رسانه‌ها از برکناری محمد مقیسه از ریاست شعبه ۲۸ دادگاه انقلاب خبر دادند. در صبح ۲۱ آبان طی مراسم تودیع و معارفه رئیس جدید دادگاه‌های انقلاب تهران، محسنی اژه‌ای، معاون اول قوه قضائیه از قاضی مقیسه تقدیر کرد ولی خبری از برکناری قاضی مقیسه منتشر نشد و فقط خبر جانشینی احمد زرگر به جای غضنفرآبادی به عنوان رئیس جدید دادگاه انقلاب تهران منتشر شد. در ساعاتی بعد از این مراسم، مهدی کشت‌دار، مدیرعامل خبرگزاری قوه قضائیه (میزان)، در توییتر نوشت: «قاضی مقیسه به دیوانعالی کشور منتقل شد» ولی بعد توییت خود را پاک کرد.
یک منبع به رادیو فردا گفت «حکم ارتقای مقام قاضی مقیسه دو هفته پیش صادر شده و او قرار است بر مسند مستشاری دیوان عالی کشور بنشیند.» و به گفته این منبع «دیوان عالی کشور بالاترین مرجع قضایی است و انتقال قاضی مقیسه از دادگاه انقلاب به این دیوان، ارتقا مقام به تمام معنا است، ارتقای مقامی که با اصرار خود او صورت گرفته و از زمان ریاست آملی لاریجانی، ریاست پیشین دستگاه قضایی، مقیسه خواستار انتقال به دیوان عالی کشور بود.».

## ترور
در صبح روز شنبه ۲۹ دی ۱۴۰۳، مقیسه (مستشار شعبه) و علی رازینی (رئیس شعبه) در شعبهٔ ۳۹ دیوان عالی کشور در طبقهٔ اول ساختمان با شلیک ۶ گلوله کشته شدند. روزنامهٔ ایران ادعا کرد ضارب «آبدارچی» بوده است. او، به محض ورود به اتاق، اسلحه‌ای را از زیر لباسش بیرون کشید و این دو قاضی و مأمور محافظ را هدف قرار داد و با همان اسلحه از شعبه خارج شد، به طبقهٔ سوم گریخت و با شلیک گلوله به قلبش خودکشی کرد. مأمور محافظ از ناحیهٔ کتف مورد اصابت گلوله قرار گرفت و به بیمارستان منتقل شد. در تحقیقات مشخص شد که از زمان حضور ضارب در شعبه تا خروج وی از محل ترور ۱۳ ثانیه طول کشیده بوده است. از آنجا که عامل ترور ۱۰ سال سابقه کار در دادگستری داشته، انگیزهٔ او از این اقدام مشخص نیست. در بررسی‌ها مشخص شد که ضارب هیچ اختلاف قبلی با قربانیان حادثه نداشته است. در پی این حادثه چند تن از کارکنان و محافظان این مجتمع قضایی بازداشت شدند.